# Pão de peso
Denomina-se pão de peso (também conhecido como pão Recife, pão de festa, bolachinha e bolachão) a variedade de pão tradicional do Nordeste brasileiro, notadamente dos estados de Pernambuco e Paraíba. De massa sovada, à qual se adicionam ovos e, menos frequentemente, leite, o pão é condimentado com erva-doce, cravo-da-índia e canela. 